# آنتی هاکزل
آنتی هاکزل (انگلیسی: Antti Hackzell؛ ۲۰ سپتامبر ۱۸۸۱ – ۱۴ ژانویهٔ ۱۹۴۶) یک سیاست‌مدار اهل فنلاند بود.